# Niżnia Kopa
Die Niżnia Kopa ist ein Berg im Massiv der Miedziane Grań in der polnischen Hohen Tatra in der Woiwodschaft Kleinpolen mit einer Höhe von 1711 m n.p.m.

## Lage und Umgebung
Unterhalb des Gipfels liegt das Tal Dolina Pięciu Stawów Polskich im Süden und das Tal Dolina Roztoki. Die Niżnia Kopa liegt im Westen des Massivs des Miedziane. Ihr Südhang ist nur ca. 43 Meter hoch, während ihr Nordhang bedeutend höher ist. In ihrer Nähe liegt die Wyżnia Kopa.

## Etymologie
Der Name Niżnia Kopa lässt sich als Niederer Hügel übersetzen.

## Erstbesteigung
Der Aufstieg auf die Niżnia Kopa ist recht einfach. Es ist daher davon auszugehen, dass sie bereits spätestens seit dem 17. Jahrhundert von Hirten, Bergleuten und Wilderern bestiegen wurde.

## Tourismus
Auf die Niżnia Kopa führt kein markierter Wanderweg.
Am Fuße des Massivs befindet sich die Schutzhütte Schronisko PTTK w Dolinie Pięciu Stawów Polskich. Am Nordhang des Bergs führt ein schwarz markierter Wanderweg von der Schutzhütte ins Tal Dolina Roztoki.

## Belege
- Zofia Radwańska-Paryska, Witold Henryk Paryski, Wielka encyklopedia tatrzańska, Poronin, Wyd. Górskie, 2004, ISBN 83-7104-009-1.
- Tatry Wysokie słowackie i polskie. Mapa turystyczna 1:25.000, Warszawa, 2005/06, Polkart, ISBN 83-87873-26-8.